# Parafia św. Maksymiliana Marii Kolbego w Krempnej
Parafia św. Maksymiliana Marii Kolbego w Krempnej – parafia rzymskokatolicka znajdująca się w diecezji rzeszowskiej w dekanacie Nowy Żmigród. Erygowana w 1969. Mieści się pod numerem 14.
Terytorium parafii obejmuje Krempną, Kotań, Ożenną, Wyszowatkę, Grab i Hutę Krempską.

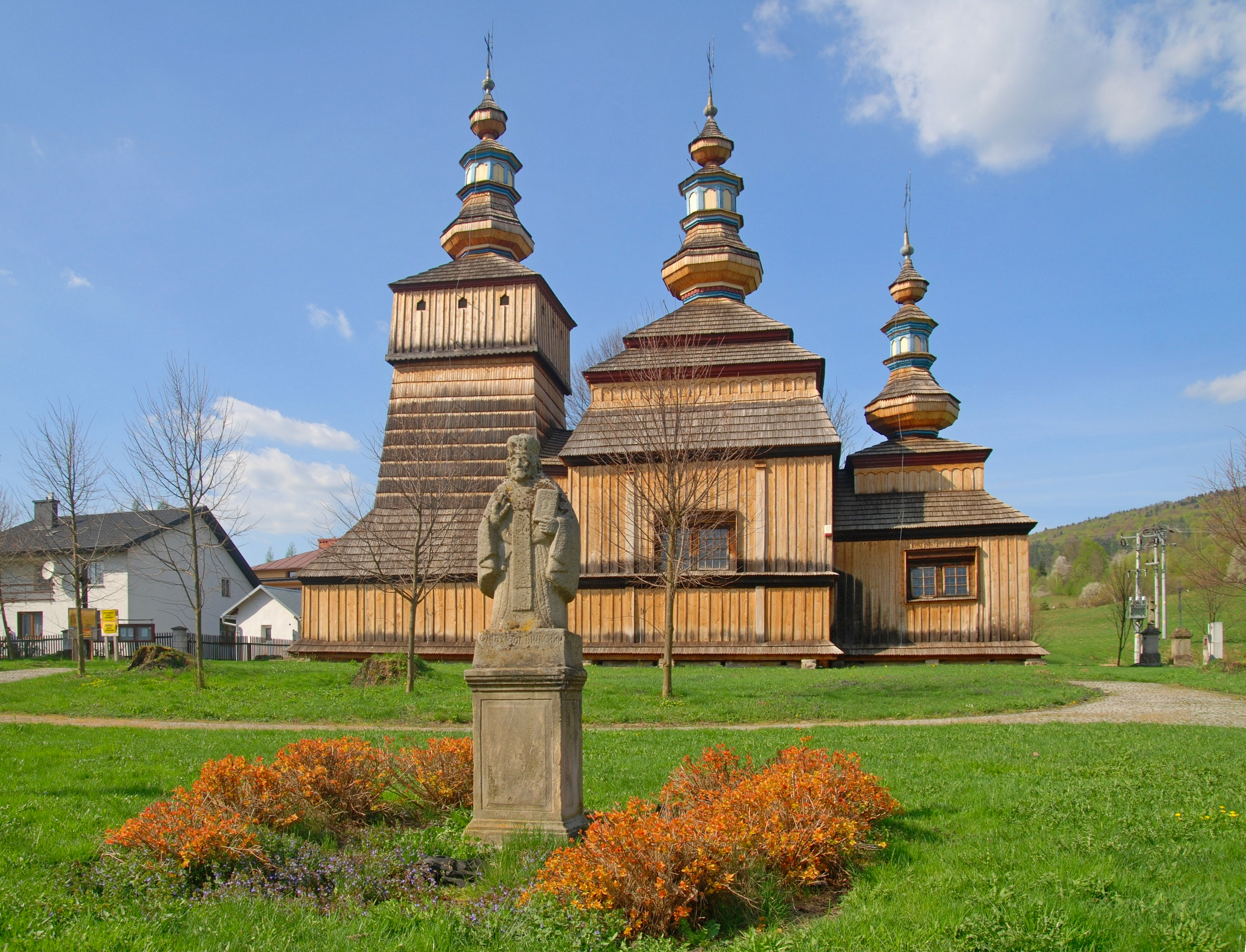
Krempna, cerkiew
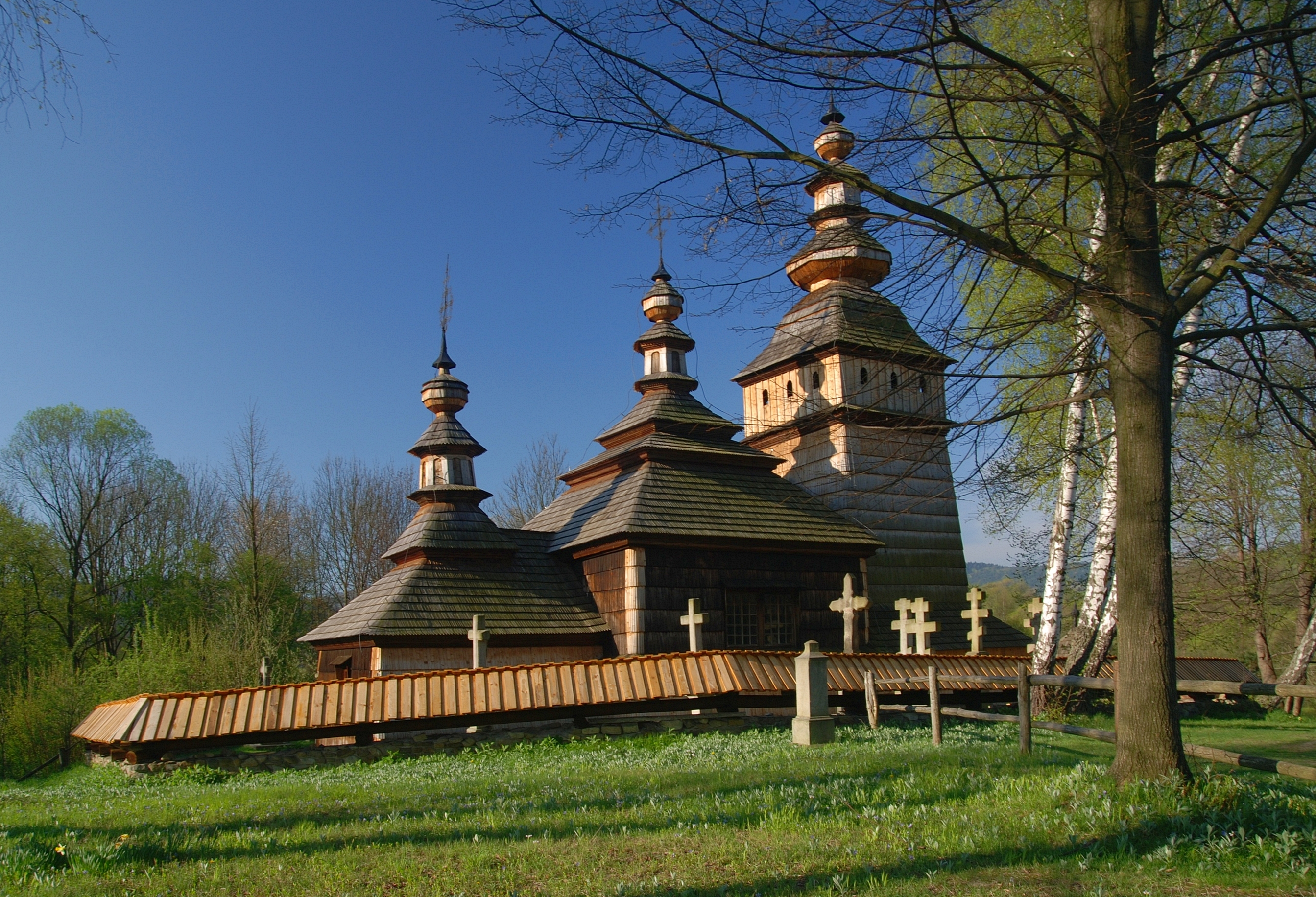
Kotań, cerkiew
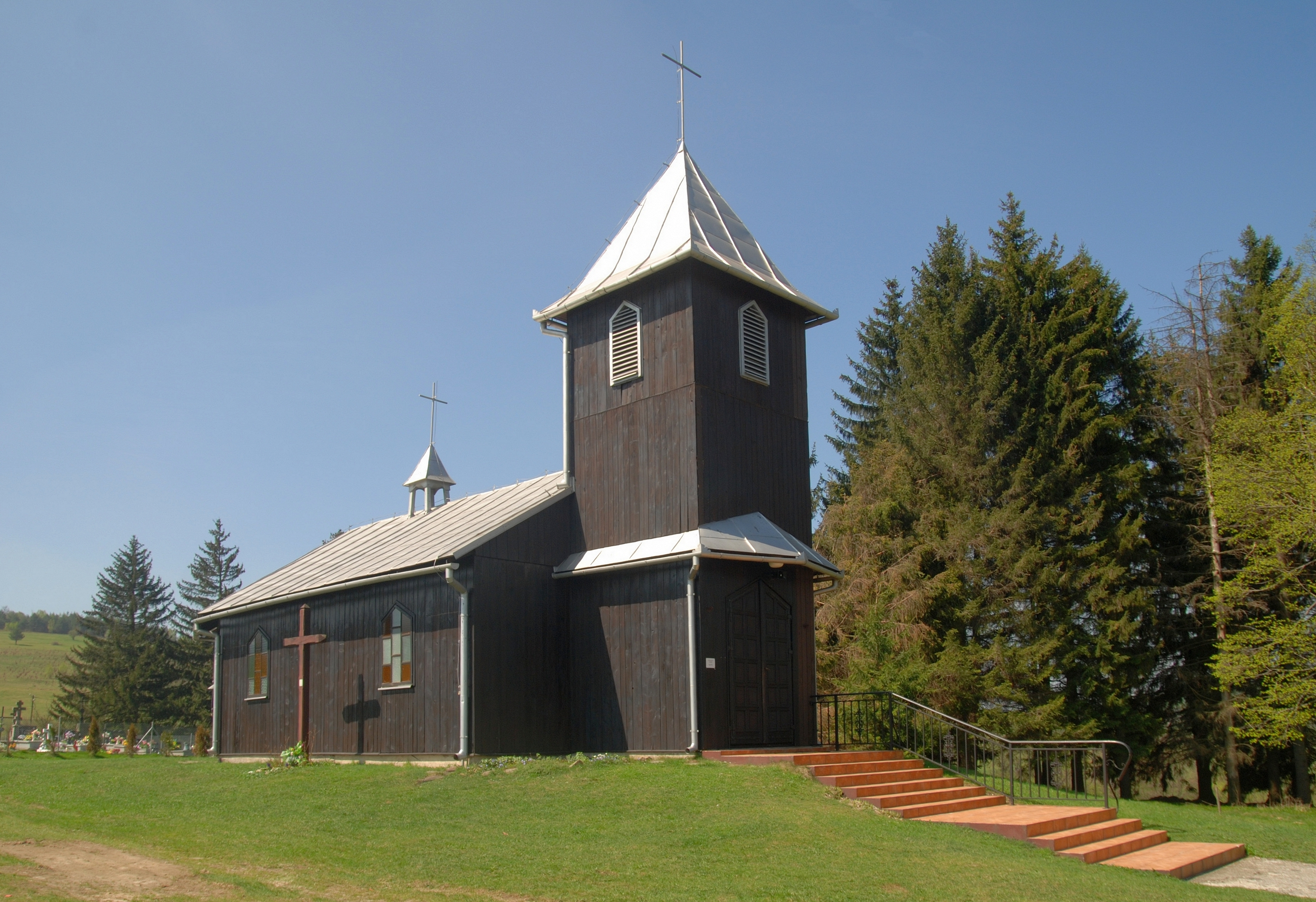
Grab, kościół